# Râul Unu
Râul Unu sau Râul Reisenberg este un afluent al râului Behela. 

## Hărți
- Harta județului Timiș